# Де Тиммерман, Петронелла Йоханна
Петронелла Йоханна де Тиммерман (нидерл. Petronella Johanna de Timmerman) — нидерландская поэтесса и учёный.
В 1769 вышла замуж за Иоганна Фридриха Хеннета, профессора математики, астрономии и философии. Во время своего второго брака она проводила научные эксперименты, изучала физику со своим мужем. Петронелла стала почётным членом Академии 'Kunstliefde Spaart Geen Vlijt' в 1774 году. В этой академии она представила стихи и переведённые французские пьесы. Кроме того, она планировала написать книгу о физике для женщин.
В 1776 году Петронелла перенесла инсульт. После её смерти муж-вдовец написал её биографию и опубликовал её стихи.